# El Chorizo, Baja California
El Chorizo är en ort i Mexiko.   Den ligger i kommunen Mexicali och delstaten Baja California, i den nordvästra delen av landet, 2 200 km nordväst om huvudstaden Mexico City. El Chorizo ligger 10 meter över havet och antalet invånare är 155.
Terrängen runt El Chorizo är mycket platt. Runt El Chorizo är det ganska tätbefolkat, med 58 invånare per kvadratkilometer. Närmaste större samhälle är Guadalupe Victoria, 15,2 km söder om El Chorizo. Trakten runt El Chorizo består till största delen av jordbruksmark.